# 威尔逊拱门

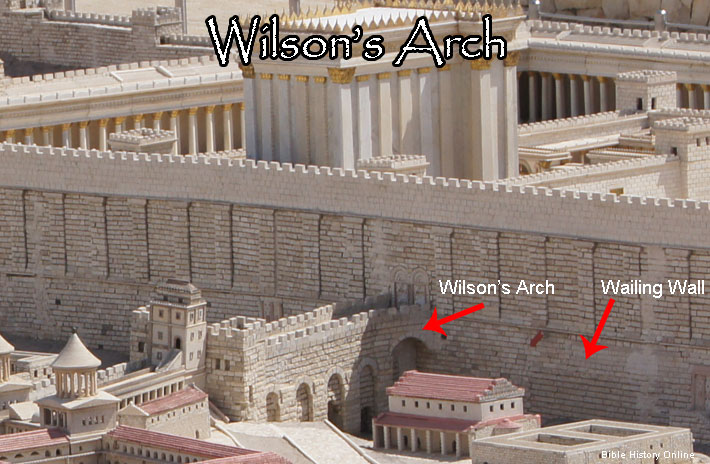
還原的古代模型

威尔逊拱门（Wilson's Arch）是古代石拱门的现代名字。其顶部今天依然可见，位于耶路撒冷西墙的东北角。
拱门由19世纪的探险家和测量师查尔斯·威廉·威尔逊确定于1864年，因而得名。。
拱门的建造年代尚有争议。一些学者认为建于公元70年希律圣殿被毁之前，是古代圣殿建筑仅存的部分；而另一些学者则认为要晚得多，建于阿拉伯倭马亚王朝（651–750）。。
1968年，六日战争后仅仅几个月，以色列开始发掘，将西墙完全暴露出来。根据六日战争后发掘的证据，拱门曾经横跨13米，高23米。修复工程包括了男子部分，设有圣约柜，可容纳超过一百经卷，以及图书馆和空调。2006年3月12日奉献仪式的参与者包括：以色列总统摩西·卡察夫、首席拉比、耶路撒冷市长，和西墙传统基金会的董事等。

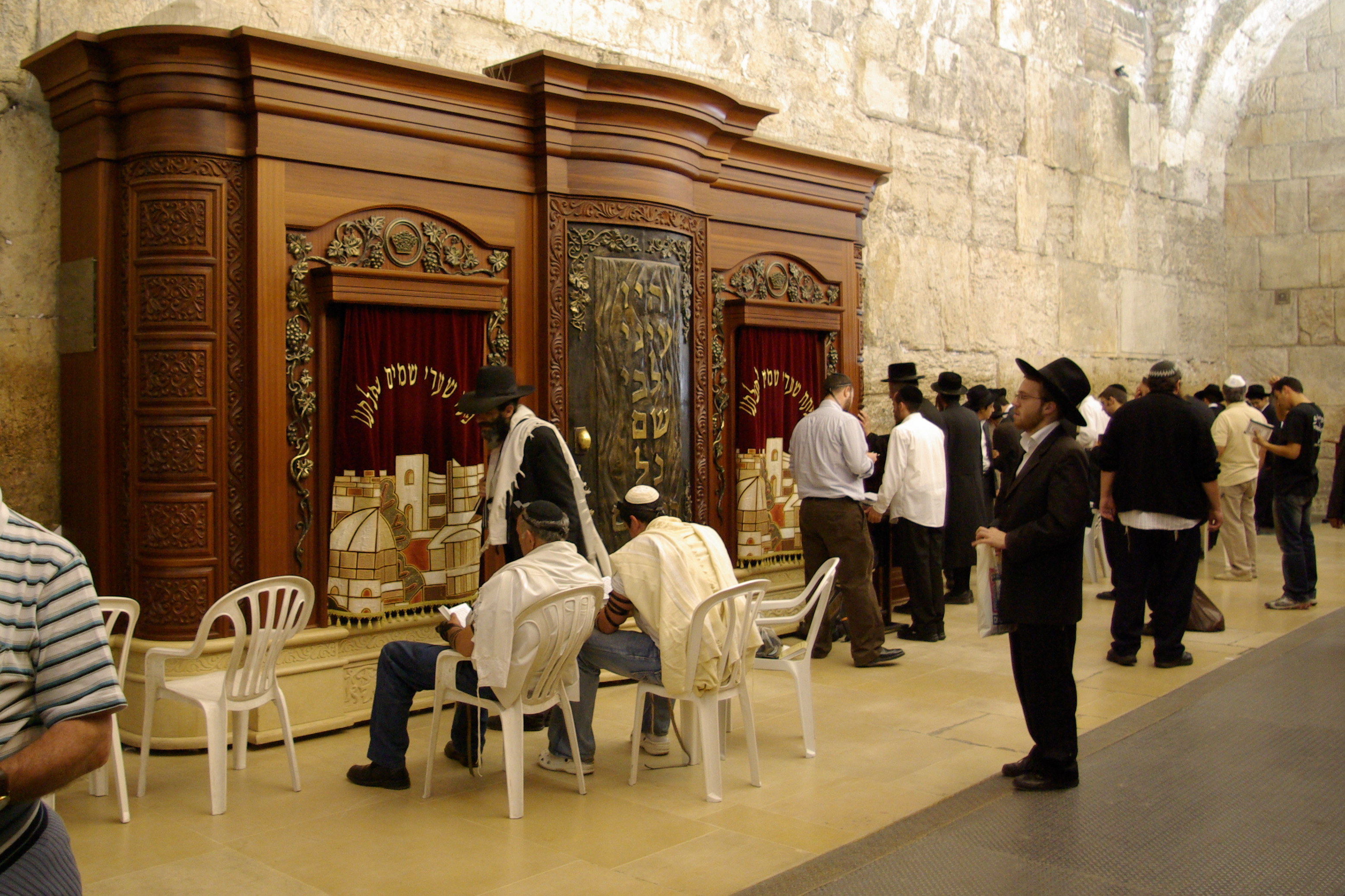
威尔逊拱门内的男子部分的圣约柜

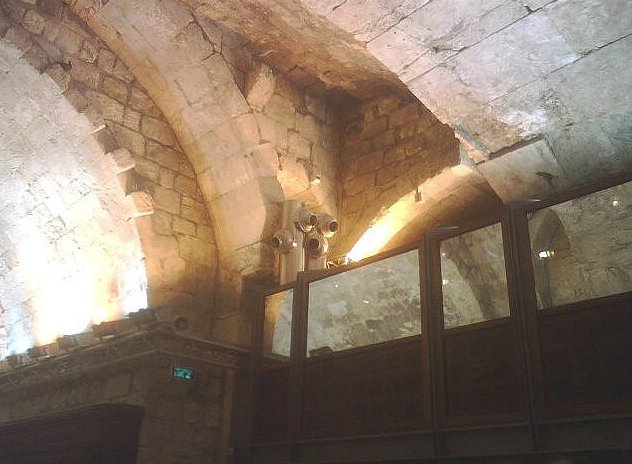
女性部分/阳台，威尔逊拱门祈祷区

新建工程还包括女性部分，在2006年5月25日揭幕，2008年5月14日，美国第一夫人劳拉在访问以色列期间参观了女性部分。
2010年7月25日，威尔逊拱门安装了燃油的圣灯“永恒之光”（Ner Tamid）代表耶路撒冷圣殿的金灯台，以及圣殿祭坛不断燃烧的燔祭。
西石位于拱门北段，重628吨，是以色列最大的建筑石材，全世界第二大建筑石材。长13.6米，宽4.5米，高约3.5米。它被认为是有史以来无动力机械条件下人类移动的最重的物体之一。

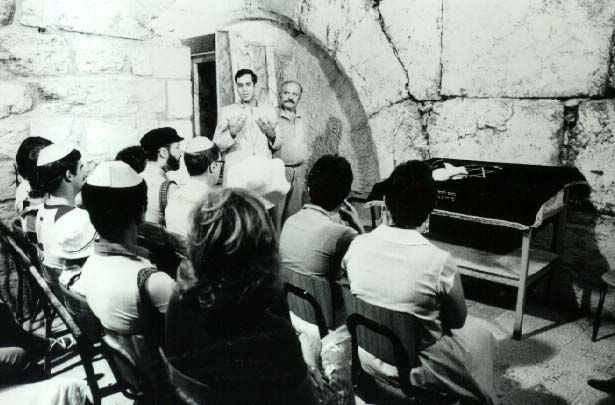
1983年的跨信仰仪式